# Шушпан
Шушпа́н (сусу́н, шушу́н) — южнорусская женская нагрудная одежда из белого, изредка коричневого тонкого домотканого сукна или полусукна, а также из белого холста. Представляла собой относительно широкую одежду туникообразного покроя с широкими прямыми рукавами, доходившими до локтя или запястья. По-видимому, является очень архаичной одеждой, вероятно, известной ещё в Древней Руси.
Шушпан может быть как и распашным (в некоторых деревнях распашные шушпаны носили внакидку или продев в рукава только правую руку, в то время как левый спускался с плеча), так и глухим, в таком случае надеваясь через голову. Он носился поверх рубахи и понёвы, не подпоясывая. В декоре шушпана использовались вышивка, гарус, тесьма. Будничные шушпаны обшивались по вороту, полам и краю подола яркими ситцевыми нитями или шерстяной тесьмой. Праздничные шушпаны (особенно шушпаны молодух) отличались богатством декора. Особенно нарядно украшались шушпаны для больших праздников вроде Пасхи. Ареал украшательств был таким же, как и в случае с будничным. Край ворота, полы и подол обшивались тесьмой красного или зелёного цвета, сделанной из гаруса. На подол же нашивались широкие полосы узорного тканья, полосы кумача, чёрная шерстяная тесьма, позумент, разноцветные шёлковые ленты и т. д. Траурные шушпаны обычно обшивались чёрной тесьмой, так же декорировались старушечьи шушпаны.
Шушпан был распространён в Рязанской, Тамбовской, Тульской, Пензенской, Калужской, Смоленской губерниях, некоторых уездах Воронежья, а местами на Псковщине и в Витебщине. Вышел он из употребления в начале-середине XX века: так, в 1920-х годах его носили лишь старухи, однако в некоторых деревнях использовался в качестве траурной одежды.